# Мясников, Вячеслав Иванович
Вячесла́в Ива́нович Мяснико́в (1930—2010) — советский и российский учёный, доктор медицинских наук, профессор, академик РАМН, полковник медицинской службы.

## Биография
- Родился 12 июня 1930 года, на окраине Нижнего Новгорода. Окончив институт, переехал в Москву.
- До апреля 1964 года, в качестве военврача служил в Государственном научно-исследовательском испытательном институте авиационной и космической медицины в Управлении космической биологии и медицины. Принимал участие в разработке сурдокамерных экспериментов для космонавтов первого набора.
- 1 апреля 1964 года был переведён в Институт медико-биологических проблем Министерства здравоохранения СССР (ИМБП).
- В апреле 1964 года принимал участие в наборе кандидатов для полёта на первом трёхместном космическом корабле «Восход» (целевой набор «Восход») в качестве врача. Проходил медицинское обследование в НИАГ в качестве кандидата от ИМБП, но до спецподготовки допущен не был.
- Под его руководством защищены более 15 кандидатских и 10 докторских диссертаций.
- Автор и соавтор более 100 научных публикаций по вопросам психофизиологической подготовки лётчиков и космонавтов.

## Награды и премии
- Премия Совета Министров СССР (1990)
- Орден Мужества (1996)
- Премия Правительства Российской Федерации в области науки и техники (2010)[1]
- Заслуженный деятель науки Российской Федерации.